# Olmeta-di-Capocorso
Olmeta-di-Capocorso (kors. Olmeta di Capicorsu) – miejscowość i gmina we Francji, w regionie Korsyka, w departamencie Górna Korsyka.
Według danych na rok 1990 gminę zamieszkiwały 104 osoby, a gęstość zaludnienia wynosiła 5 osób/km².